# Reinder Kooiman

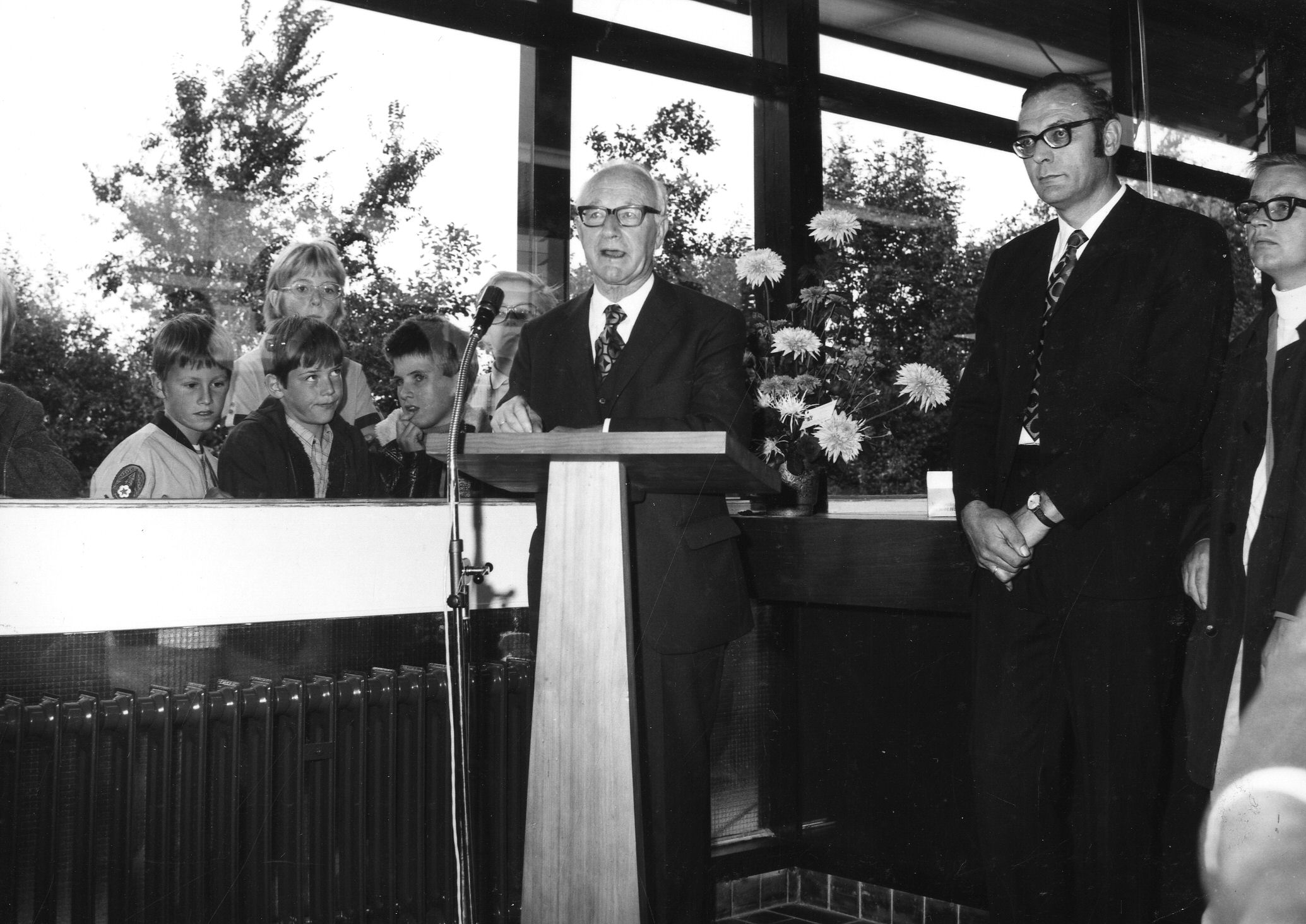
Burgemeester R. Kooiman (1971)

Reinder Kooiman (Maarssen, 18 juli 1908 – Purmerend, 11 januari 1976) was een Nederlands politicus.
Hij werd geboren als zoon van Dirk Kooiman (1877-1940) en Sijtje Mol (1876-1939). Zijn vader was toen gemeentesecretaris van Maarssen en zou later burgemeester en VDB-Tweede Kamerlid worden. Zelf is R. Kooiman in 1934 bij de Universiteit van Amsterdam afgestudeerd in de rechten en daarna was hij volontair bij de gemeente Wormer. Vervolgens was hij als ambtenaar werkzaam bij het Hoogheemraadschap Noordhollands Noorderkwartier in Alkmaar. In 1937 werd hij commies-redacteur ter secretarie bij het Openbaar Lichaam De Wieringermeer (voorganger van de gemeente Wieringermeer) dat officieel ontstond op 1 januari 1938. Vanaf mei 1939 was Kooiman de burgemeester van Sint Maarten. Begin 1944 werd hij daar ontslagen waarna een NSB'er diens functie waarnam. Na de bevrijding werd Kooiman waarnemend burgemeester van Purmerend en bovendien is hij enige tijd waarnemend burgemeester van Wijdewormer geweest. In 1946 werd hij de kroonbenoemde burgemeester van Purmerend waar zijn vader van 1919 tot 1923 ook burgemeester is geweest. In 1973 ging Kooiman met pensioen en begin 1976 overleed hij op 67-jarige leeftijd. In Purmerend is het 'Burgemeester R. Kooimanpark' naar hem vernoemd.